# Potwór z otchłani
Potwór z otchłani (ang. Gorgo) – brytyjski film fantastycznonaukowy z 1961 roku w reżyserii Eugène’a Lourié’ego . 
Fabuła opowiada o schwytaniu u brzegów Irlandii ogromnego morskiego potwora, który później został przewieziony do Londynu, gdzie stał się atrakcją cyrkową. Obraz Eugène’a Lourié’ego łączy wątki zapożyczone z innych serii filmów o podobnej tematyce, takich jak Godzilla, czy też King Kong.
Gorgo był wyświetlany w jednym z odcinków programu telewizyjnego Mystery Science Theater 3000, wyśmiewającego słabe produkcje filmowe.
W Polsce Potwór z otchłani został wydany ok. 1990 roku na VHS przez ViR, z niemieckim dubbingiem i polskim lektorem.

## Fabuła
Dwoje angielskich płetwonurków, Joe Ryan (Bill Travers) i Sam Slade (William Sylvester), poszukuje skarbu na dnie oceanu w pobliżu małej irlandzkiej nadmorskiej wioski Nara. Wkrótce dochodzi do erupcji podmorskiego wulkanu, w wyniku czego ich statek ulega uszkodzeniu. Płynąc do portu, napotykają unoszące się na wodzie martwe ryby głębinowe. Na wyspie Anglicy poznają lokalnego urzędnika o nazwisku McCartin (Christopher Rhodes), który prowadzi badania archeologiczne na dnie morza, oraz będącego pod jego opieką chłopca o imieniu Sean (Vincent Winter). McCartin każe się wynosić przybyszom, zasłaniając się brakiem pozwolenia. Oglądając kolekcję wydobytych reliktów z czasów Wikingów Ryan jest zaintrygowany wizerunkiem stworzenia nazywanego przez Seana "Ogrą, duchem morza".
Niedługo po tym kilkoro członków ekipy McCartina znika w tajemniczych okolicznościach, a jedyny odnaleziony nurek umiera ze strachu. Kilka dni później pojawia się mierzący 65 stóp morski jaszczur nazywany przez Seana Ogra. Rybakom udaje się go przepędzić pochodniami. Następnego dnia McCartin ma problem z lokalnymi mieszkańcami. Ryan i Slade dowiadują się, że ten wydobywał nielegalnie relikty ze złota. Obiecują McCartinowi, że pozbędą się bestii, ale jako zaliczkę wezmą złoto, inaczej rozgłoszą jego tajemnice. Przysłuchujący się temu Sean przestrzega, że pozbycie się Ogry będzie zwiastować zły omen. 
Slade po chwili podejmuje decyzję o zachowaniu przy życiu Ogry, świadom że jest wart fortunę. Potwór z wielkim trudem zostaje schwytany i umieszczony na pokładzie statku. Z polecenia irlandzkiego rządu na miejsce przybywa grupa naukowców z Dublina, którzy liczyli na możliwość zbadanie niezwykłego stworzenia, jednak ku ich niezadowoleniu Ryan postanawia przewieźć zwierzę do Londynu, gdzie ma stać się atrakcją cyrkową. Na pokładzie znajduje się na gapę również Sean, który chce uwolnić Ogrę. Zostaje przyłapany i zamknięty w koi. Na pytanie, czy wiedział o istnieniu Ogry, mówi że od dawna to przeczuwał. 
Właściciel cyrku, Dorkin nadaje potworowi nazwę Gorgo w nawiązaniu do Gorgony z mitologii greckiej i transportuje go do Battersea Park z transmisją telewizyjną na żywo. Podczas przenoszenia go do specjalnego basenu, w wyniku działań wścibskich reporterów Gorgo wybudza się powodując harmider i prowadzi do śmierci jednego z pracowników (Dervis Ward). Pokazy cieszą dużym zainteresowaniem, jednak wpadający w alkoholizm Slade czuje, że w powietrzu wisi tragedia. Wkrótce irlandzcy naukowcy (Joseph O’Conor, Bruce Seton) odkrywają, że Gorgo jest w rzeczywistości młodym osobnikiem na etapie wczesnego dzieciństwa, a jego rodzic może mieć 200 stóp. Mimo sprzeciwów Ryana o niezawiadamianiu służb, naukowcy kontaktują z admirałem Brooksem z Royal Navy. 
W poszukiwaniu swojego potomstwa, Ogra atakuje wpierw Narę, gdzie ginie McCartin, a następnie zmierza w kierunku Wielkiej Brytanii. Przerażony możliwymi konsekwencjami Slade nalega, by wypuścić Gorgo. Mimo usilnych starań Royal Air Force i Royal Navy potworowi udaje się dostać do Londynu. W mieście wybucha panika. Odporna na wszelkie ataki wojska, Ogra wdziera się do miasta, niszcząc wszystko na swojej drodze. Zniszczeniu ulegają m.in. Tower Bridge, Pałac Westminsterski i Piccadilly Circus. Ryan i Slade rozdzielają się w poszukiwaniu Seana wśród ewakuujących się cywili. W końcu się to udaje. Próba powstrzymania Ogry za pomocą gigantycznego ogrodzenia pod napięciem kończy się fiaskiem. Gorgo zostaje uwolniony przez swoją matkę i oba potwory wracają do oceanu. 

## Obsada
- Bill Travers – kapitan Joe Ryan
- William Sylvester – st. oficer pokładowy Sam Slade
- Vincent Winter – Sean
- Joseph O’Conor – prof. Hendricks
- Bruce Seton – prof. Flaherty
- Christopher Rhodes – McCartin
- Martin Benson – Dorkin
- Basil Dignam – adm. Brooks
- Maurice Kaufmann – reporter radiowy
- Martin Boddey – generał British Army
- Barry Keegan – pierwszy oficer Harry
- Dervis Ward – bosman Mike
- Mick Dillon –
  - Gorgo,
  - Ogra

## Opis potworów
W filmie pojawiają się dwa olbrzymie fikcyjne dinozaury tego samego gatunku: dorosła Ogra i jej potomek – tytułowy Gorgo. Wyglądem przypominają teropody, a tym samym są bardzo podobne do Godzilli. Poruszają się dwunożnie w pozycji wyprostowanej, mają duże kończyny przednie zakończone ogromnymi pazurami, dużą głowę osadzoną na grubej szyi, długi spłaszczony ogon, świecące na czerwono oczy i uszy przypominające płetwy. Oba dinozaury są świetnymi pływakami. W filmie dorosła Ogra była odporna na ataki artyleryjskie. Wspomniane jest, że Gorgo mierzy 65 stóp, natomiast Ogra – 250 stóp.

## Produkcja
Widząc sukces finansowy Rodana – ptaka śmierci w Stanach Zjednoczonych, producenci zajmujący się tamtejszą dystrybucją – bracia Frank, Maurice i Hyman King zdecydowali się tym razem na stworzenie własnego monster movie. Na reżysera wybrany został francusko-rosyjski scenograf Eugène Lourié, który stał się sławny za sprawą reżyserowanej przez siebie Bestii z głębokości 20 000 sążni. Lourie, który zdążył nakręcić inny monster movie pt. Behemoth the Sea Monster, był niechętny do podjęcia pracy nad kolejnym tego typu projektem, lecz zdecydował się na niego wpadając na pomysł nieuśmiercania potwora.
Lourié zdecydował się na ten pomysł, gdy jego córka popłakała się na końcówce Bestii z głębokości 20 000 sążni z powodu śmierci tytułowego potwora: Wiedziałem, że kiedyś napiszę historię, w której kreatura nie umiera – po prostu odchodzi!”. Podczas pierwszego spotkania z braćmi King Lourié stwierdził, że nie podoba mu się pomysł ich scenarzysty i w zamian zaproponował napisanie własnego scenariusza wspólnie ze swym przyjacielem Danielem Jamesem. W wywiadzie dla stwierdził, że wątek matczynej miłości przemówił do Kingów: „Wierzę, że mieli nieco kompleksu matki”.
Pierwotnie, ze względu na duże wsparcie finansowe z Japonii, akcja filmu działa się tam i Gorgo został schwytany na fikcyjnym atolu Kuru na południowym Pacyfiku i zabrany do zoo w Tokio. Głównymi bohaterami byli poszukiwacze pereł, a nie poszukiwacze skarbów. Kiedy w 1959 roku japońscy inwestorzy się wycofali, Kingowie rozważali przenieść akcję do Australii, lecz w wyniku braku znaczących monumentów i z tego miejsca zrezygnowali. Frank King żartował w rozmowie 18 maja 1959 z Artem Buchwaldem, że nikogo nie obchodzi, że wielki potwór zniszczy Australię. Zdecydowano się na przeniesienie akcji do Paryża, przede wszystkim dlatego że ono nigdy nie zostało zniszczone w jakimkolwiek monster-movie. „Z początku King Brothers chcieli zniszczyć wielkie miasto. Powiedzieli: »Ruszajmy do Paryża. Miejmy bestię wspinającą się po Wieży Eiffla!«. Pracowałem z szkicownikiem, który wykonał niezliczone szkice z bestią wspinającą po Wieży Eiffla i niszczącą Notre-Dame” – wspominał Lourié. Kingowie wykonali szereg szkiców i notatek jak ma wyglądać destrukcja Paryża przez matkę Gorgo. Lourié, który mieszkał tam przez większość swojego życia, w rozmowie z Frankiem Kingiem zaznaczył, że Paryż nie leży nad morzem i potwór będzie musiał przepłynąć setki kilometrów w górę Sekwany, nim tam dotrze. Kolejnym miejscem akcji była RFN, jako że była możliwość kręcenia. Jednak po kontakcie z niemieckim przedstawicielem w Berlinie, okazało się, że studio było zbyt małe. W międzyczasie pojawiła się oferta z Anglii, by nakręcić w tamtejszym studiu. Wówczas tam przeniesiono produkcję i dano jej zielone światło. Część zdjęć nakręcono Irlandii, w porcie koło Dublina.
Bracia King zdecydowali się na podrasowanie scenariusza, dodając m.in. sceny militarne z udziałem Ogry, czemu oponował Lourié zwracając na brak logiki nowych scen. Czym Kingowie przekonywali, że wzbogacenie scenariusza, jak i dodatkowy scenarzysta będą stanowić o korzyści. Lourié potem starał się podczas reżyserii zniwelować co bardziej „żenujące rozbudowy nowego skryptu”. Lourie narzekał potem na Kingów, kwitując że byli głównym problemem Potwora z otchłani. Twierdził, że wyobrażana przez niego historia była bardziej poetycka, a Kingowie ją „zmasakrowali”.
| „Mimo bycia eks-gangsterami, w prawdziwym życiu byli bardzo naiwni. Frank King bardzo często mówił: »Ojej, dlaczego nie zrobimy potwora z gumy, takiego jak Paradzie Macy’s? Moglibyśmy przenosić go ulicami Londynu, tę wielką bestię przechodzącą obok«. Chciał użyć tego dla potwora!”— Eugène Lourié o braku doświadczenia braci King |

Na łamach „Daily Variety” z 26 maja 1960 ogłoszono nabycie produkcji przez MGM-British Studios, brytyjski oddział Metro-Goldwyn-Mayer oraz pokazanie potworów za pomocą nowego procesu zwanego Automotion. Była to inna nazwa, dla opracowanej przez Eiji Tsuburayę, techniki zwanej suitimation, polegającej na ubraniu aktora w masywny kostium potwora i kręceniu go w otoczeniu miniatur. Potwór z otchłani to pierwszy film poza Japonią, gdzie użyto tej techniki. Decyzja o użyciu suitmation wyszła od Lourié’ego, który sądził, że będzie miał większą kontrolę nad produkcją.
W Stanach Zjednoczonych Lourié wykonał model Gorgo / Ogry i zwrócił się do rosyjskiego specjalisty od efektów specjalnych Nicolaia Wilke, który był zbyt chory, aby dołączyć do produkcji, ale pomógł Lourié wymyślić szkice potwora i pomysły na to, jak należy go zbudować. Lourié chciał lekki kostium z elektroniczną obsługą kończyn. Po dotarciu do Wielkiej Brytanii okazało się, że bracia King mieli własną ekipę efektów specjalnych, która opracowała własny kostium. Stworzono trzy identyczne kostiumy potworów używane do ich przedstawienia zarówno Gorgo, jak i Ogry były wykonane z gumy. Hydraulika obsługiwana przez kaskadera wewnątrz pozwalała poruszać oczami, ustami, uszami i ogonem: „Przy każdym spotkaniu dodawane było trochę ciężkiego sprzętu hydraulicznego na głowę, ramiona i plecy biedaka pod gumową skórą. (...) Na głowie mężczyzny przypięto urządzenie przypominające hełm, a kowale z wytwórni produkowali te podpory, które wyglądały jak zbroja średniowiecznego rycerza!”. Kostiumy były na tyle ciężkie, że aktor grający Gorgo / Ogrę był wyczerpany i wymagał zmiany. Stwory grało czterech aktorów, choć tylko udział Micka Dillona został potwierdzony; pozostali to prawdopodobnie David Wilding, Peter Brace i Peter Perkins. Innym utrudnieniem były sceny Ogry w Tamizie, gdzie grający ją kaskader miał kłopoty z przejściem po wodzie z wielkimi, niezgrabnymi stopami potwora. Pokrojono więc kostium w okolicach kolan, co po latach Lourié wspominał z rozbawieniem widząc potwora o „ludzkich nogach w białych skarpetkach i tenisówkach”. Pełnowymiarowa głowa, pazury i ogon zostały zbudowane do ujęć, w których łączenie scen z użyciem kostiumu byłoby niepraktyczne. W ten sposób nagrano uwięzionego Gorgo paradującego na ciężarówce przez Piccadilly Circus, a celem ukrycia nieskonstruowanych części ciała przykryto plandekę, co tworzyło iluzję przewożenia prawdziwego stworzenia. Nieliczne tłumy w tej scenie były konsekwencją niechęci King Brothers do opłacenia statystów. Mieli nadzieję, że sam widok ogromnego rekwizytu przyciągnie widzów, ale poranek podczas kręcenia okazał się zimny i mglisty.

## Adaptacje książkowe i komiksowe
W lipcu 1960 roku amerykańskie wydawnictwo Monarch Books wydało, poprzedzającą amerykańską premierę filmu o dziewięć miesięcy, nowelizację autorstwa Bruce’a Cassidaya pod pseudonimem Carson Bingham. Książkowa adaptacja różniła się od filmu obecnością starszej przyrodniej siostry Seana, Moiry będącej obiektem miłosnym Sam Slade’a będącego w tej wersji głównym bohaterem. Książka zawierała też wiele niewykorzystanych scen z powodów budżetowych w oryginalnym scenariuszu, jak np. ocalenie Ryana i Slade’a przed podmorską fauną przez Gorgo, Ogra burząca latarnię morską czy Gorgo walczący ze słoniem cyrkowym. Nowelizacja została wznowiona w 2014 roku przez imprint BearManor Media jako dodatek do książki Gorgo Billa Cooke’a opisującej kulisy filmu.
Na fali popularności filmu amerykańskie wydawnictwo Charlton Comics wydało w maju 1961 roku pierwszy numer serii komiksowej Gorgo będący adaptacją Potwora z otchłani. Za rysunki odpowiadał współtwórca Spider-Mana i Doktora Strange’a – Steve Ditko, który zilustrował potem część numerów. Dalsze numery stanowiły oryginalną historię, gdzie Gorgo i Ogra przeżywały różne przygody mierząc m.in. z innymi gigantycznymi potworami, kosmitami, szalonymi naukowcami czy ludzkimi armiami. Seria Gorgo liczyła łącznie 23 numery wydane w latach 1961-1965. W 1966 roku wraz z 24. numerem komiks został połączony z inną serią komiksową Charlton Comics, również rysowaną przez Steve’a Ditkę i adaptującą inny brytyjski monster-movie z 1961 roku – Kongę i przemianowany na Fantastic Giants. Dla obu serii był to ostatni numer. W latach 1962–1964 ukazało się także 3-numerowe wydanie specjalne pod tytułem Gorgo’s Revenge, który w 1963 roku wraz z drugim numerem zmieniło nazwę na The Return of Gorgo. W marcu 2013 roku nakładem wydawnictwa IDW Publishing ukazał przedruk wszystkich komiksów z udziałem Gorgo, przy których pracował Steve Ditko, pod nazwą Steve Ditko Monsters Vol. 1: Gorgo. W lipcu 2019 IDW Publishing wydało wydanie zbiorcze zatytułowane Steve Ditko’s Monsters: Konga vs. Gorgo, zbierające numery 1. i 13. serii. We wrześniu 2021 roku nakładem wydawnictwa FantaCo Enterprises ukazał się przedruk wszystkich numerów, przy którymi pracowali Joe Sinnott i Vince Colletta, pod nazwą Gorgo Attacks!. 

## Odniesienia w kulturze popularnej
- w 2009 roku ukazała się brytyjska krótkometrażowa komedia w reżyserii Benjamina Craiga pod tytułem Czekając na Gorgo (ang. Waiting For Gorgo). Jej fabuła skupia się na fikcyjnej agencji Ministerstwa Obrony Wielkiej Brytanii o nazwie DMOA, której zadaniem jest przygotowanie obrony na wypadek ewentualnego powrotu potwora[32]. Film był wyświetlany na ponad 26 międzynarodowych festiwalach filmowych i zdobył szereg nagród, m.in. Nagrodę Specjalną Jury na Festiwalu Kina Amatorskiego i Niezależnego KAN w 2012 roku[33]. VCI Entertainment próbowało umieścić film na swoich wydaniach DVD i Blu-ray Potwora z otchłani w 2013 roku, ale jego reżyser odrzucił ich ofertę[34].
- Były gubernator Maine, Angus King podczas startu do Senatu w 2012 w ramach kampanii wyborczej wykorzystał fragmenty Potwora z otchłani, mylnie określając potwora jako Godzillę[35].
- Północnoirlandzki zespół rockowy Ash wykorzystał fragmenty filmu do teledysku Ichiban[36].
- W filmie Future War, ofiara w parku, grana przez Forresta J Ackermana czyta redagowany przez niego numer magazynu Famous Monsters of Filmland z Gorgo na okładce.
- W odcinku CSI: Kryminalnych zagadek Las Vegas pt. „Leapin’ Lizards” Grissom i Sara oglądają Potwora z otchłani w telewizji, gdzie Sara wyraża, że zawsze współczuje filmowym potworom[37].
- W 1969 roku amerykański reżyser John Carpenter nakręcił fanfilm Gorgo Versus Godzilla, będący defacto jego reżyserskim debiutem[38].
- Pojawiający się w komiksie Top 10(inne języki) gigantyczny saurianin Gograh, przebrzmiały gwiazdor filmowy z lat 50., jest parodią Godzilli i Ogry. Z kolei prośba o wypuszczenie jego syna Ernesta z aresztu jest nawiązaniem do Ogry chcącej uwolnić Gorgo[39].
- W filmie Flubber zmultiplikowany tytułowy bohater podczas skakania po kanałach telewizyjnych natrafia na fragment, gdzie Ogra niszczy Londyn.